# Koszty subaddytywne
Koszty subaddytywne – to koszty jakie ponoszą firmy działające na rynku, mające taką właściwość, że pojedyncza firma może dostarczyć całą wielkość produkcji, na którą istnieje popyt rynkowy, w sposób bardziej efektywny niż dwie lub więcej firm, doprowadzając do wyeliminowania konkurencji i tworząc monopol naturalny. Ze względu na subaddytywność kosztów, wejście na rynek potencjalnych konkurentów jest nieatrakcyjne.